# Редуть (Юргамиський район)
Реду́ть (рос. Редуть) — присілок у складі Юргамиського району Курганської області, Росія. Входить до складу Карасинської сільської ради.
Населення — 78 осіб (2010, 147 у 2002).